# Robert av Österrike-Este
Ärkehertig Robert Karl Ludwig Maximilian Michael Maria Anton Franz Ferdinand Joseph Otto Hubert Georg Pius Johannes Marcus d'Aviano av Österrike-Este, född 8 februari 1915 på Schönbrunn och död 7 februari 1996 i Basel, var kejserlig prins av Österrike, kunglig prins av Ungern och Böhmen, föddes som andra son till Karl I av Österrike och kejsarinnan Zita. 
Den 16 april 1917 blev han utnämnd till ärkehertig av Österrike-Este av sin far, kejsar Karl I av Österrike - till skillnad från titelns förre innehavare, kronprins Franz Ferdinand, härstammade Robert faktiskt från dynastin Este genom sin mor, Zita.
Han gifte sig med prinsessan Margherita av Savojen-Aosta (född 7 april 1930, äldsta dotter till Amadeo, 3:e hertig av Aosta) den 28 december 1953 i Bourg-en-Bresse, Frankrike (borgerligt) och 29 december 1953 (kyrkligt), i Brou, Frankrike.
 
Paret fick fem barn, alla med efternamnet Österrike-Este:
- Maria Beatrice, född 11 december 1954, gift med greve Riprand av Arco-Zinneberg, ett barnbarns barn till den siste bayerske kungen, Ludvig III, de har fem döttrar.
- Lorenz, född 16 december 1955, blev prins av Belgien den 10 november 1995. Han gifte sig 22 september 1984 i Bryssel med prinsessan Astrid av Belgien (född 1962), enda dotter till kung Albert II av Belgien. De har tre döttrar och två söner.
- Gerhard, född 30 oktober 1957.
- Martin, född 21 december 1959, gift med prinsessan Katharina av Ysenburg. De har en son och en dotter.
- Isabella, född 2 mars 1963, gift med greve Andrea Czarnocki-Lucheschi. De har tre söner och en dotter.